# ヴェルナー・メルダース
ヴェルナー・メルダース（Werner Mölders 、1913年3月18日-1941年11月22日）はスペイン内戦、第二次世界大戦で活躍したドイツ空軍のエース・パイロット。最終階級は大佐。柏葉・剣・ダイヤモンド付騎士鉄十字章受章。115機撃墜。

## 経歴
プロイセン王国ヴェストファーレン州のゲルゼンキルヒェン生まれ。父は歩兵中尉として西部戦線に従軍し、1915年3月にヴァレンヌ＝アン＝アルゴンヌ西側に広がるアルゴンヌの森の戦いで戦死した。のちに母は両親を頼ってブランデンブルク・アン・デア・ハーフェルに移住した。学齢期の時は水上スポーツに勤しんでいたが、1931年のはじめ、ギムナジウムを卒業しアビトゥアを取得する頃には飛行士に憧れた。1931年4月、アレンシュタイン（現 オルシュティン）のヴァイマル共和国軍の歩兵第二連隊へ入隊。1931年10月、ドレスデンの陸軍士官学校に入校し、この間に少尉に進級した、1933年6月に卒業し、引き続いてミュンヘンの歩兵第二連隊第一プロイセン工兵大隊の工兵養成課程に入ったが、パイロット志願を表明していた。ドイツ航空輸送学校に転科を志願し、1934年2月から12月の間にかけて在籍した。
最初は飛行機酔いのため飛行任務には適さないと診断されたが、卒業時は首席だった。その間、中尉に進級し、またドイツ国防軍によってドイツ空軍（ルフトヴァッフェ）が設立された時期にあたる。1935年1月から5月にかけて空軍戦闘機搭乗員養成課程に在籍し、卒業後の同年7月、シュベリン急降下爆撃隊に配属された。ラインラント進駐時にはルール地方を飛びデュッセルドルフに到着一番乗りを果たした。1936年からのスペイン内戦では、1938年にコンドル軍団へ志願し、アドルフ・ガーランドから第88戦闘飛行隊第3中隊長を引き継いで、新型戦闘機メッサーシュミット Bf109の高速性能を生かしたロッテ戦法、さらにそれを発展させ、ロッテ2組戦闘機4機からなるシュヴァルム戦法（編隊が4本の指に似ているのでフィンガーフォーとも言う）を編み出した。そしてメルダース自身は14機を撃墜し、コンドル軍団のトップ・エースとなった。

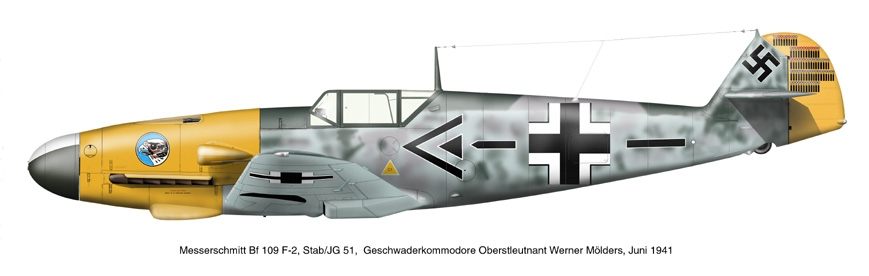
メルダースのBf109F-2（第51戦闘航空団司令当時）

1939年9月の第二次世界大戦開戦時には大尉の第53戦闘航空団第I飛行隊第1中隊（1./I./JG53）中隊長で、翌10月に同航空団第III飛行隊（III./JG53）飛行隊長となり、1940年3月にドイツ空軍で最初に20機撃墜を達成して騎士鉄十字章を受章した。同年6月5日、フランス軍戦闘機に撃墜され捕虜となったが、2週間後にフランスが降伏して釈放された。
ドイツへ帰還すると少佐に昇進して第51戦闘航空団司令となり、バトル・オブ・ブリテンに参加。7月28日の戦闘でアドルフ・マランと対戦して被弾負傷し、約1ヶ月間の戦線離脱を余儀なくされたものの、アドルフ・ガーランド、ヘルムート・ヴィックとトップ・エースの座を争った。この競争では1940年11月6日にトップとなったヴィック（56機撃墜）が同月28日に戦死、ガーランドは西部戦線に留まったのに対し、メルダースは独ソ戦開戦で東部戦線に転じ、一気にスコアを伸ばした。
メルダースは1941年7月15日には101機撃墜と史上初の100機撃墜を果たし、全軍初の柏葉・剣・ダイヤモンド付騎士鉄十字章を受章した。

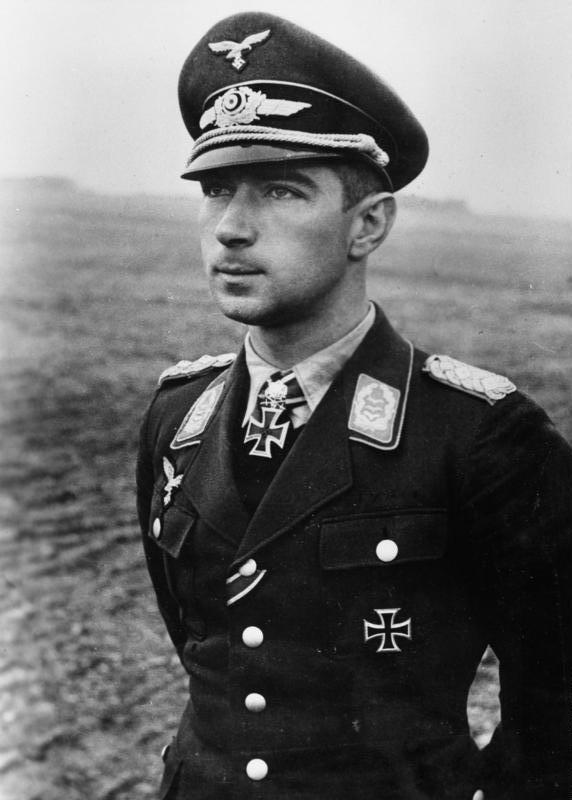
ヴェルナー・メルダース（1941年）

国民的英雄の戦死を恐れた上層部はメルダースを大佐に昇進させて戦闘機隊総監に任命した。しかし第一次世界大戦で62機を撃墜した空軍技術局長エルンスト・ウーデットが「事故死」（実際は自殺）して、その国葬に参列するため本国へ向かうメルダースの乗ったハインケルHe111が1941年11月22日、悪天候のためドイツ東部のブレスラウ付近で墜落、事故死した。

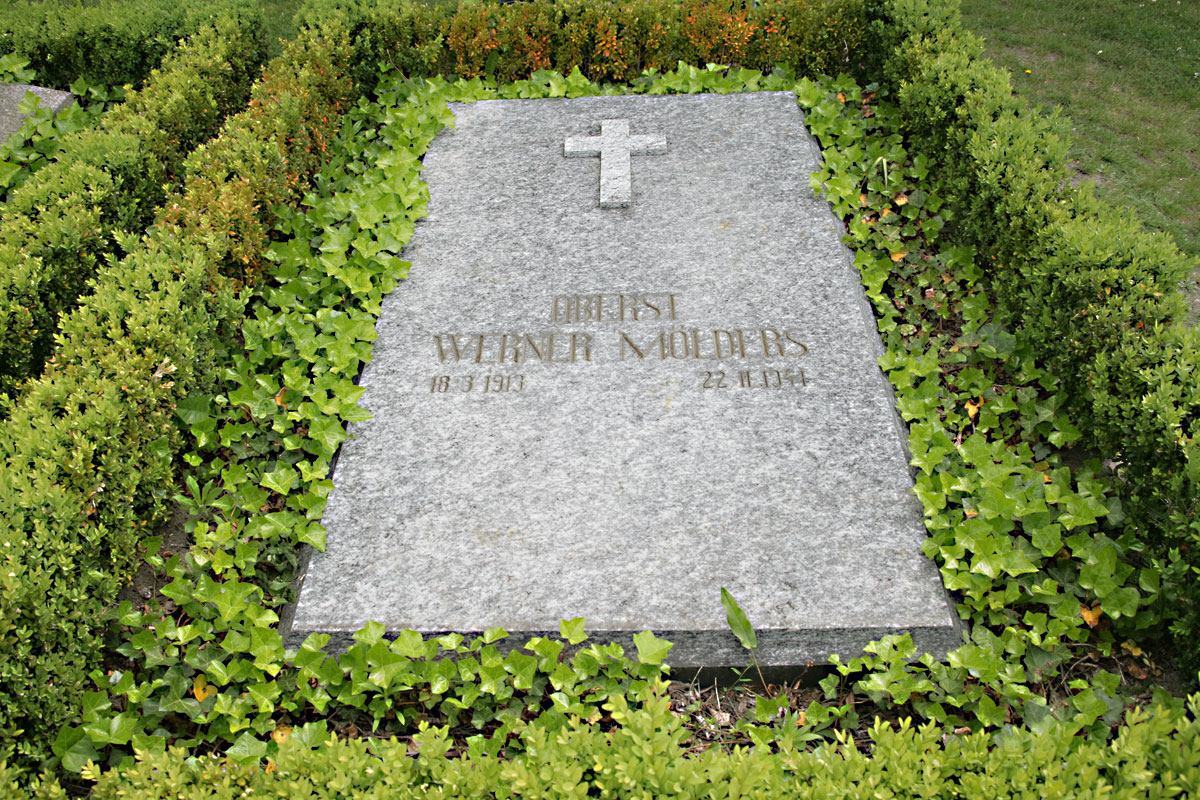
ヴェルナー・メルダースの墓

## 顕彰

第74戦闘航空団の部隊章（2005年まで）

その名は第二次世界大戦におけるJG51、戦後の西ドイツ空軍第74戦闘航空団（Jagdgeschwader 74：JG74）の部隊名に継承された。また、戦後の西ドイツ海軍リュッチェンス級駆逐艦3隻の2番艦の名として、海軍のリュッチェンス、陸軍のロンメルとともに採用されている。
2005年、1998年に制定されたコンドル軍団参加者の名誉剥奪法に基づき、社会民主党（SPD）のペーター・シュトルック国防相が過去メルダースに与えられた全ての名誉を剥奪し、それに伴ってJG74の部隊名からメルダースの名は抹消された。